# Імре Харангі
Імре Харангі (угор. Imre Harangi; 16 жовтня 1913 — 4 лютого 1979) — угорський боксер, олімпійський чемпіон 1936 року.

## Аматорська кар'єра
Олімпійські ігри 1936
- 1/8 фіналу. Переміг Роберта Сейдела (Швейцарія)
- 1/4 фіналу. Переміг Хосе Паділлу (Філіппіни)
- 1/2 фіналу. Переміг Поуля Копа (Данія)
- Фінал. Переміг Ніколая Степулова (Естонія)